# Киселівська сільська рада (Первомайський район)
Киселі́вська сільська́ ра́да — адміністративно-територіальна одиниця та орган місцевого самоврядування в Первомайському районі Харківської області. Адміністративний центр — село Киселі.

## Загальні відомості
Киселівська сільська рада утворена в 1918 році.
- Територія ради: 56,48 км²
- Населення ради: 661 особа (станом на 2001 рік)
- Територією ради протікає річка Киселі.

## Населені пункти
Сільській раді підпорядковані населені пункти:
- с. Киселі
- с. Кам'янка
- с. Перерізнівка

## Склад ради
Рада складається з 14 депутатів та голови.
- Голова ради: Христосов Сергій Анатолійович
- Секретар ради: Кіпоть Наталя Вікторівна

### Керівний склад попередніх скликань
| Прізвище, ім'я, по батькові   | Основні відомості                                                         | Дата обрання | Дата звільнення |
| ----------------------------- | ------------------------------------------------------------------------- | ------------ | --------------- |
| Христосов Сергій Анаталійович | Сільський голова, 1979 року народження                                    | 26.03.2006   | 31.10.2010      |
| Христосов Сергій Анатолійович | Сільський голова, 1979 року народження, освіта вища, член Партії регіонів | 31.10.2010   |                 |

Примітка: таблиця складена за даними сайту Верховної Ради України

### Депутати
За результатами місцевих виборів 2010 року депутатами ради стали:

#### За суб'єктами висування
| Суб'єкт висування                                       | Кількість обраних депутатів | %    |
| ------------------------------------------------------- | --------------------------- | ---- |
| Партія регіонів                                         | 11                          | 78,6 |
| Політична партія Всеукраїнське об'єднання «Батьківщина» | 3                           | 21,4 |

#### За округами
| № округу                                                | Прізвище, ім'я, по батькові     | Дата визнання обраним | Освіта             | Партійна приналежність                        | Відомості про обраного депутата                                  |
| ------------------------------------------------------- | ------------------------------- | --------------------- | ------------------ | --------------------------------------------- | ---------------------------------------------------------------- |
| Партія регіонів                                         |                                 |                       |                    |                                               |                                                                  |
| 1                                                       | Герцовська Олена Іванівна       | 14.11.2010            | вища               | член Партії регіонів                          | Киселівська сільська рада, спеціаліст II категорії               |
| 3                                                       | Гавриляк Олександр Михайлович   | 05.11.2010            | середня            | член Партії регіонів                          | тимчасово не працює                                              |
| 4                                                       | Рудакова Антоніна Григорівна    | 05.11.2010            | середня            | член Партії регіонів                          | ТОВА «Киселі», завідувачка току                                  |
| 5                                                       | Христосова Надія Владиленівна   | 05.11.2010            | середня спеціальна | член Партії регіонів                          | ТОВА «Киселі», економіст                                         |
| 6                                                       | Осовий Олександр Петрович       | 05.11.2010            | середня            | член Партії регіонів                          | ТОВА «Киселі», водій                                             |
| 7                                                       | Степанова Любов Володимирівна   | 05.11.2010            | вища               | член Партії регіонів                          | ТОВА «Киселі», бухгалтер                                         |
| 8                                                       | Давиденко Катерина Іванівна     | 05.11.2010            | вища               | член Партії регіонів                          | пенсіонер                                                        |
| 9                                                       | Кіпоть Наталя Вікторівна        | 05.11.2010            | вища               | член Партії регіонів                          | Киселівська сільська рада, секретарь Киселівської сільської ради |
| 10                                                      | Чернітенко Ганна Сергіївна      | 05.11.2010            | середня спеціальна | член Партії регіонів                          | Киселівський фельдшерсько-акушерський пункт, фельдшер            |
| 11                                                      | Мірошниченко Михайло Овсійович  | 05.11.2010            | середня            | позапартійний                                 | пенсіонер                                                        |
| 12                                                      | Демченко Віталій Васильович     | 05.11.2010            | вища               | член Партії регіонів                          | Киселівська загальноосвітня школа І-ІІІ ст., вчитель             |
| Політична партія Всеукраїнське об'єднання «Батьківщина» |                                 |                       |                    |                                               |                                                                  |
| 2                                                       | Демченко Марія Павлівна         | 05.11.2010            | середня спеціальна | позапартійна                                  | тимчасово не працює                                              |
| 13                                                      | Бондаренко Олександр Васильович | 05.11.2010            | середня спеціальна | член Всеукраїнського об'єднання «Батьківщина» | тимчасово не працює                                              |
| 14                                                      | Демченко Валерій Васильович     | 05.11.2010            | середня спеціальна | член Всеукраїнського об'єднання «Батьківщина» | тимчасово не працює                                              |